# Bernard Herrmann
Bernard Herrmann, ursprungligen Maximillian Herman, född 29 juni 1911 i New York i New York, död 24 december 1975 i North Hollywood i Los Angeles i Kalifornien, var en amerikansk kompositör. Han är mest känd för sin filmmusik.
Herrmann var av judisk börd. När han var ung tog hans far ofta med honom på opera. Fadern uppmuntrade honom också att börja spela fiol. Efter att ha vunnit ett kompositörpris redan när han var tretton år bestämde han sig för att satsa på musiken och började studera vid New York University och Juilliard School. Vid fyllda tjugo bildade han sin första orkester, The New Chamber Orchestra of New York.
Efter att ha gjort en radiodramatisering åt Orson Welles för CBS Radio i New York blev Hermann övertalad att göra sin första komposition av filmmusik till Citizen Kane. Därefter inledde han samarbete med Alfred Hitchcock. Han skrev därefter filmmusik till en lång rad av Hitchcocks filmer, som till exempel I sista minuten (1959), Psycho (1960) och Marnie (1964).
Musiken till filmen En läcka i ridån (1966) höll inte måttet enligt Universal Pictures och följden blev att Hitchcock avskedade Herrmann.
Han fortsatte dock framgångsrikt att göra filmmusik till bland annat Fahrenheit 451 (1966), Twisted Nerve (1968) och Taxi Driver (1976). Taxi Driver blev hans sista film. Han avled av en hjärtattack på ett hotellrum i Los Angeles.
I filmen Kill Bill (2003) förekommer ett musikstycke som Bernard Herrmann gjorde 1968 till filmen Twisted Nerve.

## Filmmusikkompositioner
- 1941 – Citizen Kane
- 1941 – Inled oss icke i frestelse
- 1942 – De magnifika Ambersons
- 1948 – Porträtt av Jennie
- 1951 – Mannen från Mars
- 1955 – Ugglor i mossen
- 1956 – Mannen som visste för mycket
- 1958 – Sinbads tusen äventyr
- 1958 – Studie i brott
- 1959 – I sista minuten
- 1959 – Resan till jordens medelpunkt
- 1960 – Psycho
- 1960 – Gullivers resor
- 1961 – Den hemlighetsfulla ön
- 1962 – Farlig främling
- 1963 – Fåglarna
- 1963 – Det gyllene skinnet
- 1964 – Marnie
- 1966 – Fahrenheit 451
- 1968 – Twisted Nerve
- 1973 – Djävulens blodsband
- 1974 – Det lever
- 1976 – Gastkramad
- 1976 – Taxi Driver
- 2003 – Kill Bill med musiken från Twisted Nerve